# Toyota AA
Toyota AA är en personbil som tillverkades av den japanska biltillverkaren Toyota mellan 1936 och 1943. Den vidareutvecklade Toyota AC tillverkades sedan fram till 1948.

## Utveckling

### Toyota AA/AB
Toyotas första personbil AA introducerades 1936. Formgivningen var tydligt influerad av Chrysler Airflow. Bilen var mycket modern med toppventilmotor, hydrauliska bromsar och vindruta i ett stycke. Toyota AB hade öppen kaross och användes främst som stabsbil av den japanska krigsmakten under andra världskriget.

### Toyota AC
1943 kom efterträdaren Toyota AC. Bilen var närmast identisk med AA-modellen och tillverkningen under kriget var mycket blygsam. Under 1947-48 tillverkades ytterligare ett femtiotal bilar av överblivna delar.

### Toyota AE
Mellan 1941 och 1943 tillverkades ett litet antal av den mindre Toyota AE. Mekaniskt var den mycket lik AA-modellen men hade en mindre fyrcylindrig motor.